# Tovero
Pour les articles homonymes, voir Souris (homonymie).
Robe du cheval
Tovero est, dans le domaine de l'hippologie, une couleur de robe du cheval, issue de la combinaison de plusieurs formes de pie.
Le tovero n'est pas un gène, mais un phénotype résultant de l'action de plusieurs gènes de robes pie. Le plus souvent, la combinaison concernée est une addition de l'action des gènes Overo et Tobiano.

#### Articles et ouvrages associatifs
- [American Paint Horse Association 2007] American Paint Horse Association, American Paint Horse Association's Guide to Coat Colors genetics, 2007, 18 p. (lire en ligne)